# Distrito de Vítor
El distrito de Vítor es el primer valle vitinicicola, y uno de los veintinueve que conforman la provincia de Arequipa en el departamento de Arequipa en el Sur del Perú. Limita por el Norte con la provincia de Caylloma; por el Noreste con el distrito de Yura; por el Noroeste con el distrito de Santa Isabel de Siguas; por el Sur con la provincia de Islay; por el Sureste con el distrito de La Joya; por el Suroeste con el distrito de Santa Rita de Siguas; por el Este con el distrito de Uchumayo y por el Oeste con el distrito de San Juan de Siguas.
Desde el punto de vista jerárquico de la Iglesia católica forma parte de la Arquidiócesis de Arequipa.

## Historia
Tierra antiquísima y de privilegios, antaño conocida como el Valle de la Concepción de Vítor, fue fundada en septiembre de 1792 por el gobernador Antonio Álvarez Jiménez.

### Importancia del distrito
Bajo dispositivo legal Ley 12301, el distrito se creó el 3 de mayo de 1855; pero su creación política el 2 de enero de 1857
Vítor, es otro de los pueblos de la provincia de Arequipa, antiquísimo y de historia, sus orígenes se remontan a los primitivos puquinas, que extendieran su influencia creadoras por estas tierras de privilegio que alrededor del año 1140 al decir del gran cronista, nuestro Garcilaso de la Vega repoblara con Indios de la región de Cillaguas .
A pocos años del comienzo de la conquista, Don Antonio de Gauma y Gueva, gentil hombre de la casa real y justicia mayor de esta ciudad, terminó siendo el Corregidor de Vítor.
En 1556, el ayuntamiento de Villa Hermosa de Arequipa dispuso el repartimiento de Tierras en aquel valle, pues lo encontraron según expuso Juan Gualberto Valdivia, descuidado y montañoso. Poco después de haber trabajado en el área por algunos años, los españoles llegaron a tomarle al lugar mucho cariño .
En 1566 por acuerdo de ayuntamiento de Arequipa, el alcalde de esa ciudad en esa época, don Hernando Álvarez acompañado del licenciado Gómez Fernández y de don Francisco Basso, se hallaron en aquel valle estudiando en que parte del río se podría levantar un puente, edificación que era imprescindible para satisfacer las necesidades de Arequipa.
En 1579 la mayor parte de tierras del lugar fue convertida en grandes y opulento viñedos.
En 1598 por disposición del Cabildo de Arequipa fue recibido en Vítor el nuevo corregidor de esta ciudad don Juan Hurtado de Mendoza.
En 1596 fue nombrado corregidor de Vítor don Rafael Ortiz de Sotomayor.
En 1612 seis años después de Ortiz se hizo cargo del corregimiento de este valle don Alonso de Salazar.
En 1639 con el corregimiento de Villa Hermosa a favor de don Pedro Sánchez de Coa, el Corregimiento de Vítor paso a la jurisdicción de Arequipa.
En 1680 los Pueblos de San Lázaro Paucarpata y Characato pasaron al sub-corregimiento de Vítor.
En 1697 siendo corregidor de Arequipa el General don Manuel Alonso Idiáquez fue nombrado Teniente de Vítor
En 1707 siendo corregidor de Arequipa el General Don Bartolomé Sánchez Manchego, fue nombrado teniente de este valle don pedro Salazar y Giraldo .
En 1714 fue nombrado Teniente de Corregidor en Vítor don Antonio de San Juan y Bello por el Virrey del Perú don Diego Ladrón de Guevara y a pedido del corregidor de esta ciudad don Martín Josef Alvizuri y Baquedano, Ladrón de Guevara llegó a ser obispo de Quito
En 1792 el Coronel Antonio Álvarez y Giménez Teniente Gobernador de la Provincia de Arequipa dando cumplimiento a las reales ordenanzas, decía que vítor tenía legua de ancho por leguas de largo ( cantidad, has, km,), y producía, maderas, aguardientes,, vino, frutas, uvas, trigo, maíz y otras especies puesto que su temperamento en invierno era benigno y sumamente cálido en verano.
En 1865 estuvo en este valle el sabio Italiano Don Antonio Raimondi y en su voluminoso obra "EL PERU " dice que de un Punto prominente de aquella caudalosa quebrada pudo contemplar el espectáculo soberbio que a lo lejos ofrecía EL MISTI, EL CHACHANI, EL SAHUANKEYA Y EL COROPUNA también estuvieron por este valle los sabios arequipeños Don Mariano Eduardo de Rivero y Ustariz y don Mateo Paz Soldán el primero estudiando los petroglifos de la Caldera y el segundo acumulado datos para la Geografía del Perú quien además contrajo matrimonio con una bella dama de Vítor Doña María Manuela Peña .
Inicialmente se elaboraron los primeros caldos de uva y caña en Arequipa, y con el tiempo se instalaron los mejores lagares y bodegas para la elaboración y mejor cuidado de los vinos y licores en Vitor. Fue Vítor uno de los primeros Corregimientos de Arequipa, los Jesuitas miembros famosos de la Compañía de Jesús dada la importancia de este valle eligieron al lugar como un SUBCONVENTO, CUYOS VESTIGIOS ARQUITECTONICOS LO ATESTIGUAN LA COMPAÑIA , hacienda que fuera propiedad de aquellos frailes . y que está ubicada en el anexo de San Luis, hoy en día su Propietaria es la Sra. FILOMENA GARCIA VDA. DE ARENAS.
En tiempos de la República aquella providente quebrada sirvo de vivac y centro de abastecimientos alas tropas del denodado Mariscal Don Ramón Castilla.
El PRIMER CARDENAL DEL PERU DON GUALBERTO GUEVARA, NACIO ENTRE LA OPULENCIA GEOGRAFICA DE ESTE VENTUROSO VALLE.

### Etimología de su nombre
En la crónica de 1942 sostuvieron que la etimología de Vitor, proviene del Vocablo quechua "HUITOC" y se transcribió del artículo " ECLETISMO PICTORICO DE AYER Y HOY"; del escritor nacional DON MATEO BENA DE VELA, publicado en la revista cuzqueña "ILLARY ", lo que indicaba el autor de un cronista español del siglo XVI.
```
SUS PRIMERAS ESCUELAS FISCALES FUERON CUATRO
```

Se inició con 04 Escuelas Fiscales;
En el anexo de Pueblo Viejo, una escuela mixta, cuyo número tenía 9563, y funcionaba en una sola aula con 101 alumnos, tenía un auxiliar y lo dirigía la maestra, señorita Angélica Torreblanca,
En el anexo de San Luis Número 9629, con 68 alumnos en una sola aula, lo dirigía la maestra señorita Elena Torres _Quintanilla,
En el sector de Pie de la Cuesta Número 9568 lo dirigía la maestra señorita Agusta Barrionuevo, funcionaba en una sola con 42 alumnos
Y la cuarta escuela en el anexo de Tacar llevando por número 9591 con 42 alumnos era dirigido por la Maestra la señorita Consuelo Hurtado.
Estas cuatro aulas fueron construidas por los padres de familia.
Recopilado por ROSARIO CACERES BEGAZO (Municipalidad Distrital de Vitor)

## Geografía
Situado en el kilómetro 955 de la Carretera Panamericana Sur a 63 km de Arequipa. Ambas márgenes del Valle del río Vítor se comunican por caminos enlazando con poblados y anexos de la zona, así como con las irrigaciones de Yuramayo y La Joya Antigua. En el área contigua a la carretera Panamericana se asienta la nueva urbanización llamada Barrio Nuevo, capital del Distrito.

## Geología
Al aproximarse por la Carretera Panamericana hacia Vítor desde La Joya se hace evidente una estratificación muy notable, que va acrecentándose conforme el camino se acerca al Anexo de Sotillo, las venas que surcan los estratos de Montmorillonita están compuestas de Yeso masivo el cual va cristalizando en mayores cantidades hasta alcanzar su punto cumbre en el Cerro adyacente a la plaza principal del distrito, en este sitio se pueden encontrar buenos cristales de Selenita. Así mismo en el Anexo de Sotillo se puede encontrar algunos ejemplares de Andesita.
Cerca al río, con las coordenadas y 16°28'16.76"S y 71°53'39.75"O, se encuentra la exhacienda perteneciente a los jesuitas, llamada "La Compañía", el lugar se encuentra en ruinas, además hay una pequeña casa cercana a la iglesia, aparentemente de monjas, el lugar es inhabitable ya que puede colapsar en cualquier momento.

## Centros poblados y anexos
El Valle de Vítor está conformado por 12 anexos, los cuales son:
| - Sotillo - San Luis - Pie de la Cuesta - Cuesta de Gallinazos - Mocoro - Socabón - Tácar - Huachipa - Pueblo Viejo - La Caleta - Barrio Nuevo : Capital del Distrito |

- Asociación de Vivienda Virgen de Chapí
- asociación de vivienda Las Palmeras

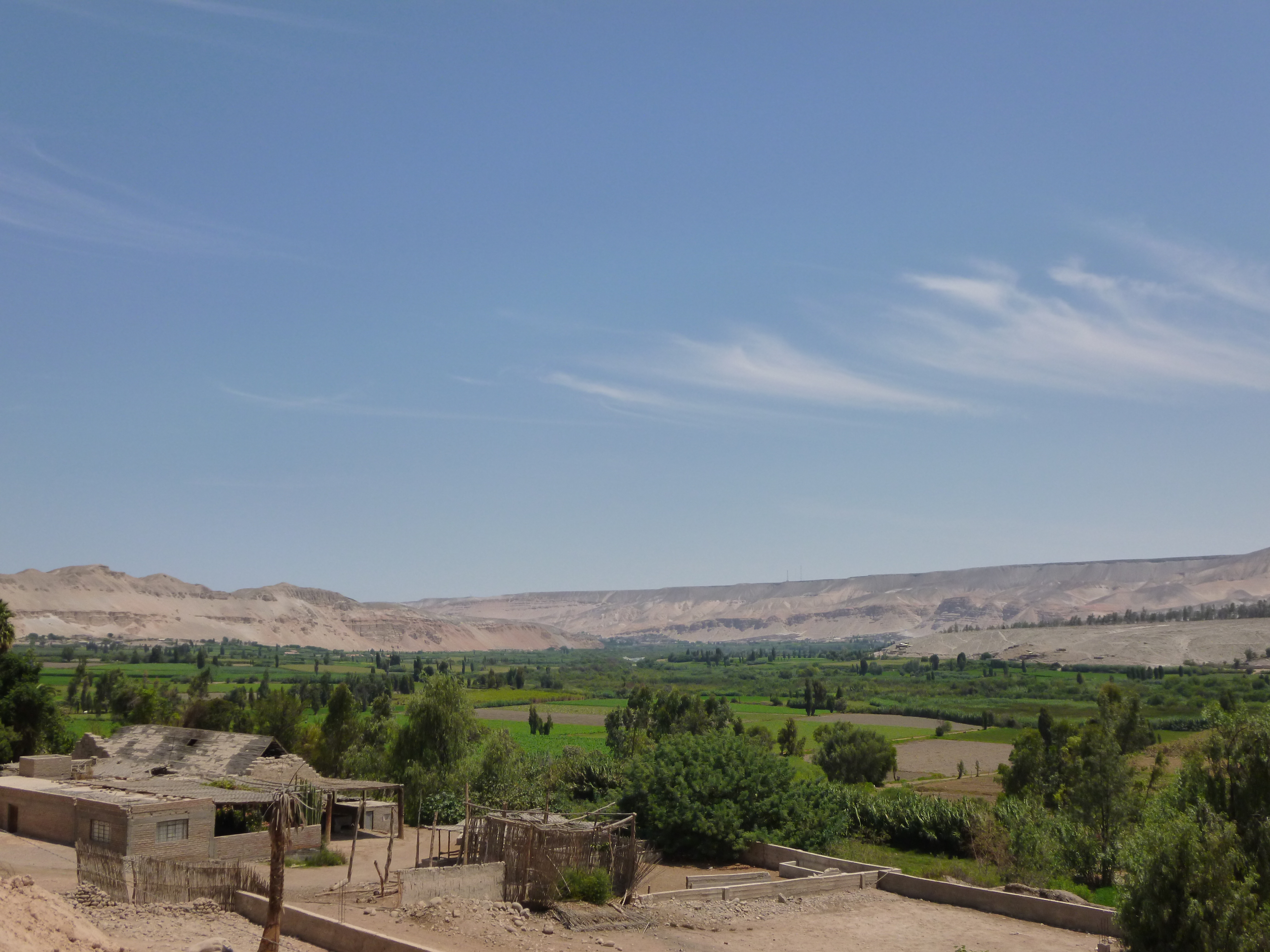
Valle de Vítor.

- Pueblo Tradicional Pueblo Nuevo

## Economía
Vítor, en la Época Incaica tenía preponderancia por su producción de fruta; en la Época Española, se convirtió en centro de grandes viñedos. Al pisco se le llamaba "el Brandy de Arequipa" y se producía en Vítor.

## Deportes
El Distrito tiene al Estadio "Walter Gonzáles Vizcarra", con capacidad para 408 espectadores, ubicado en el Sector "Sotillo", como sede principal, donde se juega la Liga Distrital de Fútbol de Vítor.
Entre los equipos más populares del Valle, están: el Deportivo "Los Halcones", el "Unión Vítor", el "Independiente", el "Bolognesi", el "Parral", el "Huracán", entre otros.

## Autoridades

### Municipales
- 2019 - 2022[6]
  - Alcalde: Marco Antonio Apaza Cáceres, de Juntos por el Desarrollo de Arequipa.
  - Regidores:

  1. Jaime Agapito Valencia Rosas (Juntos por el Desarrollo de Arequipa)
  2. Ángel Renato Morales Valdivia (Juntos por el Desarrollo de Arequipa)
  3. Olinda Lourdes Salazar Cacya (Juntos por el Desarrollo de Arequipa)
  4. Carlos Felipe Ayerve Santillana (Juntos por el Desarrollo de Arequipa)
  5. Brenda Esmeralda Cerpa Jiménez (Fuerza Arequipeña)

Alcaldes anteriores
- 2015-2018: Sandra Ángela Bolaños de Zenteno, de Acción Popular.

### Militares
- Fuerza Aérea del Perú: Comandante del Grupo Aéreo n.º 2.

FESTIVIDADES RELIGIOSAS:
SAN JOSE : PATRONO DEL ANEXO DE TACAR SU FESTIVIDAD SE REALIZA EL 19 DE MARZO En la IGLESIA SAN JOSE DE TACAR
VIRGEN DE CHAPI : PATRONA DE VITOR, SE VENERA LA ULTIMA SEMANA DE MAYO EN LA IGLESIA SAN JOSE DEL ANEXO DE PUEBLO
NUEVO; ESTA VIRGEN FUE DONADA POR DON ENRIQUE B, MEZA Y DOÑA EVA ALPACA GRIMALDOS DE MEZA.
En la actualidad los mayordomos de la realización de esta fiesta anual la realicen la familia Meza Alpaca, Meza Muñoz y Meza Meza, turnándose año a año.
Esta fiesta se celebra al igual que Chapí Grande son 03 días de fiesta y se desarrolló en este anexo , con la serenata, realizando una misa de víspera, quema de castillos y juegos artificiales, que son por los devotos feligreses del lugar y visitantes, MISA DE FIESTA a cargo del Párroco del lugar Reverendo Padre Florentino Gómez, se realizan los sacramentos del Bautizo, Comunión, y Matrimonio; y procesión tradicional por todo el contorno del anexo que en alguna oportunidades es amenizada por una orquesta de caperos se instalan Restaurantes, Rústicos que están instalados al contorno de la Plaza, con potajes de platos típicos, como son: Cuy Chactao, Cauche de Cuy, Chicharrones, Arroz con Pato, rocoto relleno, caldo de Lomos, Caldo de Gallina de chacra, Chupe de Camarones, Pepián de Conejo con Zango y otros más.
el día lunes se celebra la misa por lo devotos fallecidos y otros que se requiera e igual se hace la tradicional procesión pero solo por el contorno de la Plaza.
POR LO QUE INVITADOS A TODO EL PUBLICO EN GENERAL QUE NOS VISITEN ESTOS DIAS POR SER UNA FIESTA GRANDE Y ADEMAS CONOSCAN A NUESTRA PATRONA LA VIRGEN DE CHAPI LES REPITO ESTA FIESTA ES TODOS LOS AÑOS LA ULTIMA SEMANA DE MAYO, EN LA IGLESIA PUEBLO NUEVO QUE ESTA UBICADA EN : ELCAMINO DE INGRESO AL ANEXO DE LA CALETA A 05 MINUTOS DE LA PANAMERICANA SUR.
SAGRADO CORAZON DE JESUS: Patrono del anexo de Pueblo Viejo se venera en la iglesia corazón de Jesús , que está ubicada en este anexo a 5 minutos de la panamericana sur y se venera la última semana del mes de junio.
SAN ISIDRO LABRADOR: Patrono del anexo de Pie de la Cuesta se venera la primera semana de julio es desarrollada por diferentes parroquianos del lugar, que se devotan como mayordomos para realizar esta fiesta
VIRGEN DEL CARMEN : Patrona del anexo de sotillo, se venera en la capilla de este sector el día 16 de julio, su desarrollo lo hacen en las vísperas, quema de castillos, juegos artificiales acompañado por la orquesta de mariachis que igual juntan para el pago y gastos una bolsa de devotos.
SANTA ROSA DE LIMA: Patrona de la benemérita Guardia civil su fiesta la realiza el comité de la PNP en coordinación con el capitán de turno e igualmente en sus vísperas se quema castillos, juegos artificiales, amenizados por Mariachis, que ofrecen los devotos, el día central la misa de fiesta, procesión y un compartir con la población, organizada por el comité de la PNP en coordinación con el Capitán de turno y personal a su mando.
SEÑOR DE LOS MILAGROS: Patrono de Vítor, se venera en la Iglesia Matriz de Barrio Nuevo, desde su inicio de la construcción de esta iglesia que fue por iniciativa de los que en vida fueran señores: JORGE MONTOYA Y JESUS BENAVIDES MOSCOSO, quienes con su vocación religiosa acudieron a poblador por poblador para pedir un apoyo realizaron, rifas bingos, polladas y tener lo que hoy en día una gran Iglesia; su recorrido es el más grande del Perú ya que sale desde el primer día y recorre todo vítor y las cuatro pampas de yuramayo, su Día Central lo realizan la última semana del mes de octubre e igualmente su fiesta se inicia con las vísperas, misa de entrada, quema de castillos, juegos artificiales por lo devotos, y desde su inicio a la fecha el comité que hoy en día la preside Marcos Benavides Carpio, ofrecen a todos lo feligreses Diana que es preparada por los miembros del comité, en su día central se ofrece una misa abierta y se realizan los sacramentos litúrgicos del bautizo, comunión, matrimonio, a cargo del párroco del lugar reverendo padre Florentino Gómez.
SAN MARTIN DE PORRES: este humilde santo que gracias a su fe y vocación logró que de un plato comieran el gato, el perro y el pericote, es patrono de la I.E, 40285 Pueblo Viejo, en el que alberga a 250 alumnos 02 aulas por cada grado.
SAN MARTIN DE PORRES: También se celebra en la capilla de la Virgen del Carmen a devoción de la familia Cornejo García, el día 20 de julio
INMACULADÀ CONCEPCION : Se venera en la Iglesia Pie de la Cuesta, su día central es el día 8 de diciembre-

### Policiales
- Comisaría Sotillo: Comisario Capitán PNP ASWALDO GONZALES ZAMANES

Actualidad 20/04/11 18:43
Vítor: El Primer Valle Vitivinícola de América en Arequipa
La primera tinaja que tiene el Perú está en el Convento de la Recoleta, en la ciudad sureña de Arequipa, y data del año 1550.
Vítor es uno de los 29 distritos de la provincia de Arequipa, región del mismo nombre, el cual se encuentra ubicado en la carretera Panamericana Sur, a 63 kilómetros de la Ciudad Blanca.
El valle está rodeado por una cadena de cerros que delimitan una campiña de 1 543.50 kilómetros cuadrados y la carretera Panamericana Sur cruza transversalmente el distrito.
En ambas márgenes de Vítor existen caminos carrozables que lo comunican con anexos de la zona e irrigaciones como La Joya Antigua.
Vítor es conocido desde el tiempo de la colonia como el ‘Primer Valle Vitivinícola de América’ porque sus productos en vinos eran catalogados como los mejores.
La primera tinaja que tiene el Perú está en el Convento de la Recoleta, en la ciudad de Arequipa, y data del año 1550. Es precisamente la antigüedad de ésta la que demostraría que la localidad sureña fue un centro pisquero con más años que la propia región Ica.